# آیدهان
آیدهان (به لاتین: Eydehavn) یک منطقهٔ مسکونی در نروژ است که در آرندال واقع شده‌است. آیدهان ۱۸ متر بالاتر از سطح دریا واقع شده‌است.